# Сера Пистојезе
Сера Пистојезе (итал. Serra Pistoiese) јесте насеље у Италији у округу Пистоја, региону Тоскана.
Према процени из 2011. у насељу је живело 95 становника. Насеље се налази на надморској висини од 786 м.